# Port (Schnittstelle)
Port bezeichnet im Zusammenhang mit
- Computer-Hardware:

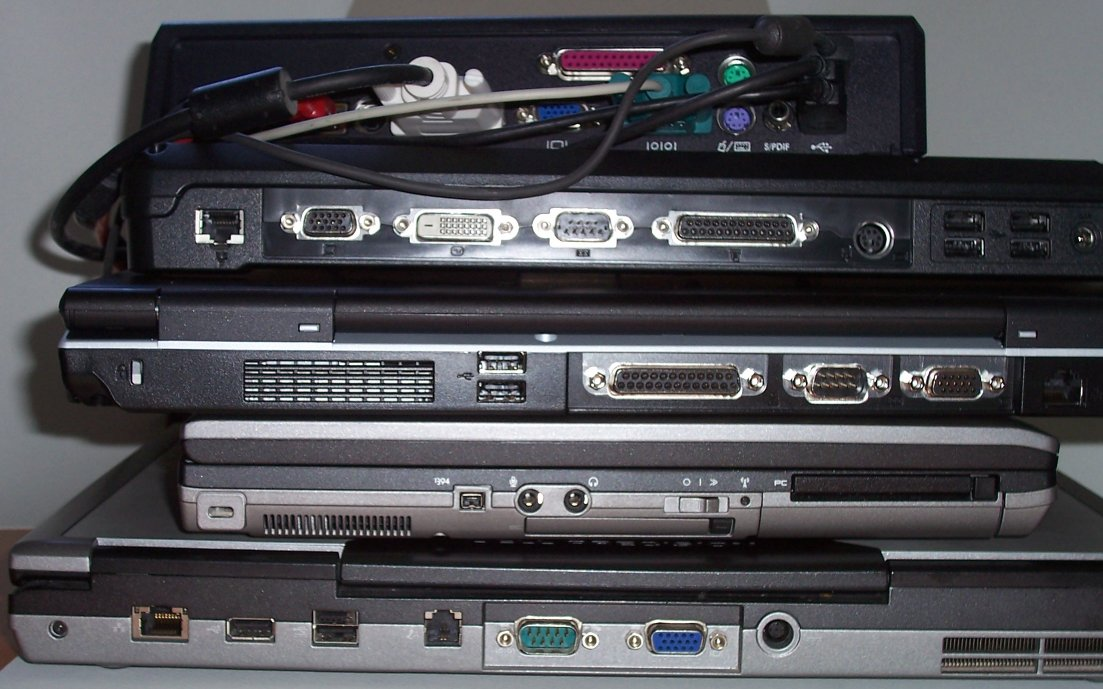
Verschiedene Schnittstellen-Ports an Computerhardware

  - eine externe Schnittstelle, an die man weitere Geräte mit einem Kabel  anschließen kann, z. B.
    - Parallelport
    - serielle Schnittstelle oder
    - USB-Port,

oder in die man Steckkarten einschieben kann, z. B.
- PCI-Port

- eine interne Schnittstelle, die per I/O-Bus (I/O = Input/Output) über die Port-Adresse, z. B. Port 0x300, angesprochen wird. So können u. a. Zusatzkarten (z. B. für ISDN, Serielle Schnittstelle oder LAN) vom Treiber angesprochen werden.

- Rechnernetzen: eine Anschlussbuchse an Netzwerkkomponenten, z. B.
  - Switches
  - Router
  - Hubs
  - Bridges
  - Patchpanel,

zum Verbinden untereinander oder zum Anschluss von Endgeräten
- Telekommunikation: eine Schnittstelle einer Telefonanlage zum Anschluss von Endgeräten, z. B.
  - a/b-Schnittstelle
  - S0-Schnittstelle
  - Up0-Schnittstelle
  - UpN-Schnittstelle.